# Frontera entre la República Democràtica del Congo i la República del Congo
La frontera entre la República Democràtica del Congo i la República del Congo és la línia fronterera que separa la República del Congo de República Democràtica del Congo a l'Àfrica Occidental. La part més gran de la frontera es confon amb el curs del riu Congo i un dels seus afluents, el riu Ubangui. La seva part fluvial representa probablement la frontera fluvial més llarga del món. Amb 2.410 kilòmetres, també és considerada la 15a frontera terrestre internacional per longitud, i la segona del continent africà després de la frontera entre Angola i la República Democràtica del Congo.

## Història
En general, el traçat actual de la frontera no separa grups ètnics diferents; Per tant, els grups ngala (a l'altura de la confluència entre el Congo i l'Ubangui) i tekes (en el curs mitjà del riu Congo) estan presents en ambdues parts. D'altra banda, correspon parcialment al límit septentrional de l'extensió de l'antic regne del Congo, i en la seva frontera amb el regne de Tokolou, fins i tot el seu traçat queda mal conegut i probablement mai s'hagi fixat de manera lineal.

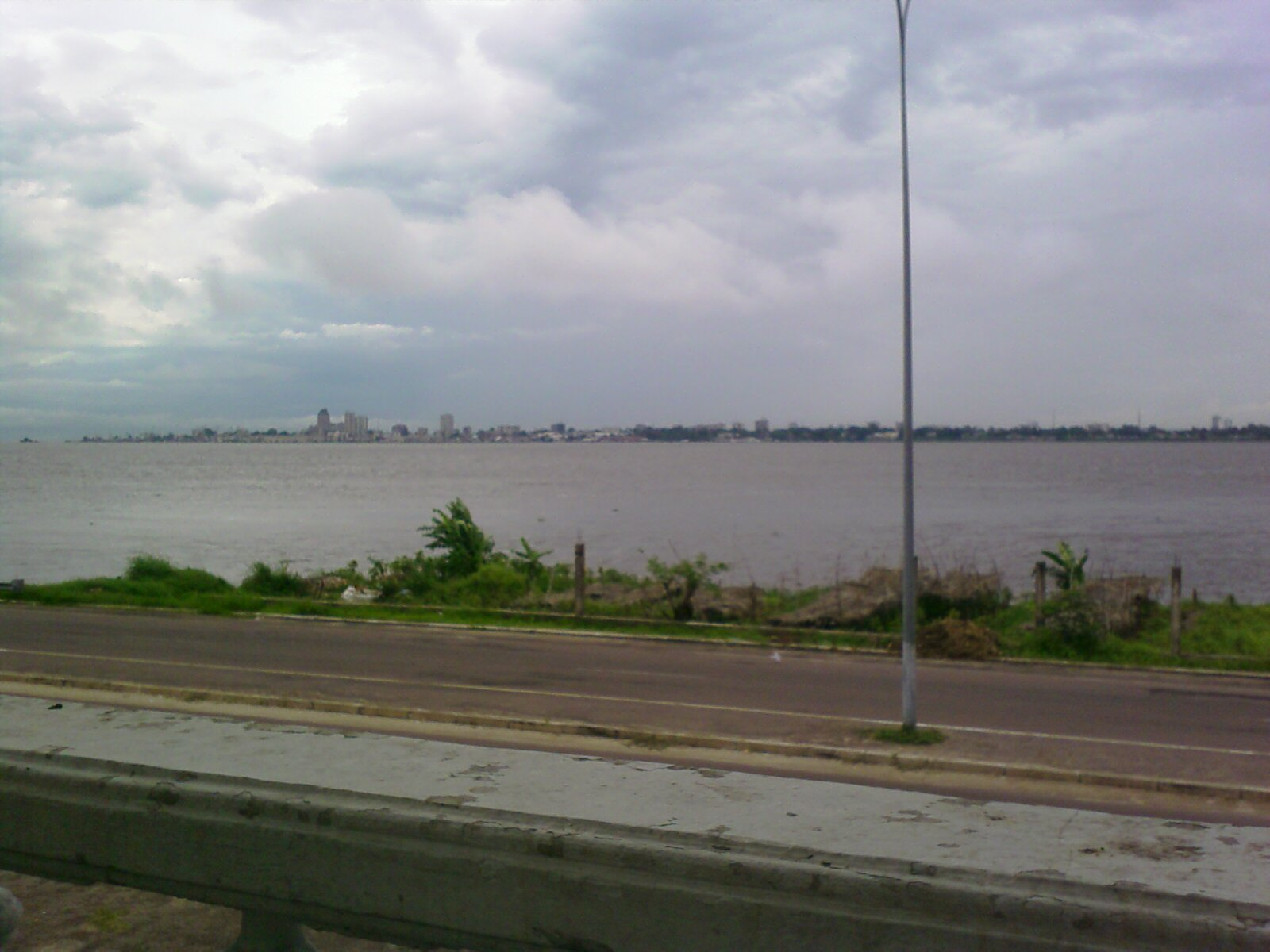
Vista de Kinshasa des de Brazzaville

Les exploracions de les últimes dècades del segle xix van portar a les potències colonials a establir els límits de les seves respectives explotacions a l'Àfrica. Es fa en aquesta regió amb la convenció del 5 de febrer de 1885 entre el govern de la Tercera República Francesa i l'Associació Internacional del Congo per a la delimitació de les seves possessions respectives. El recorregut no ha estat impugnat ni litigat davant la Cort Internacional de Justícia, tot i que hi ha hagut incidents fronterers en algunes illes fluvials. com quan una intervenció de soldats zairesos mataren dues persones a l'illa Mbamou el 24 d'abril 1976. Durant la Guerra Freda es va observar una tensió renovada, ja que Zaire (actual República Democràtica del Congo) estava sota influència occidental, mentre que la República Popular del Congo va gaudir de la cooperació militar soviètica i cubana.
Des de la fi de la Guerra Freda, les tensions han persistit. En 1997, durant la guerra civil entre l'exèrcit regular i les milícies del president Pascal Lissouba contra la milícia de Denis Sassou-Nguesso, el president del Congo-Kinshasa, Joseph Kabila va enviar tropes al llarg del riu per acabar, segons ell, l'atac d'artilleria contra Kinshasa des de Brazzaville. Els conflictes interns i externs en ambdós països també són causa del desplaçament de refugiats, així com dels moviments de combatents i armes. La frontera, particularment en la seva porció terrestre (regió de Pool), ha estat escenari de nombrosos tràfics il·legals (armes petites, drogues), especialment durant la dècada de 1990 (període de guerres civils). a banda i banda de la frontera).
També hi ha una pressió migratòria al llarg de la frontera, resultat de disparitats econòmiques entre els dos països: gràcies a la renda generada per l'extracció de petroli, la República del Congo és avui un dels països més rics de l'Àfrica Subsahariana (segons dades del FMI, el PIB/habitant tenia una paritat de poder adquisitiu a l'octubre de 2009 de 3.919 dòlars internacionals ), mentre que la República Democràtica del Congo està en la penúltima posició del rang de dades del FMI, amb 330 dòlars internacionals per capita. Una proporció notable però difícil d'avaluar (les estimacions van del 10 al 25%) de la població de Brazzaville és del Congo-Kinshasa. A la tardor de 2009, els disturbis a la província d'Équateur (RDC) van provocar que 115.000 persones travessessin la frontera.

## Traçat

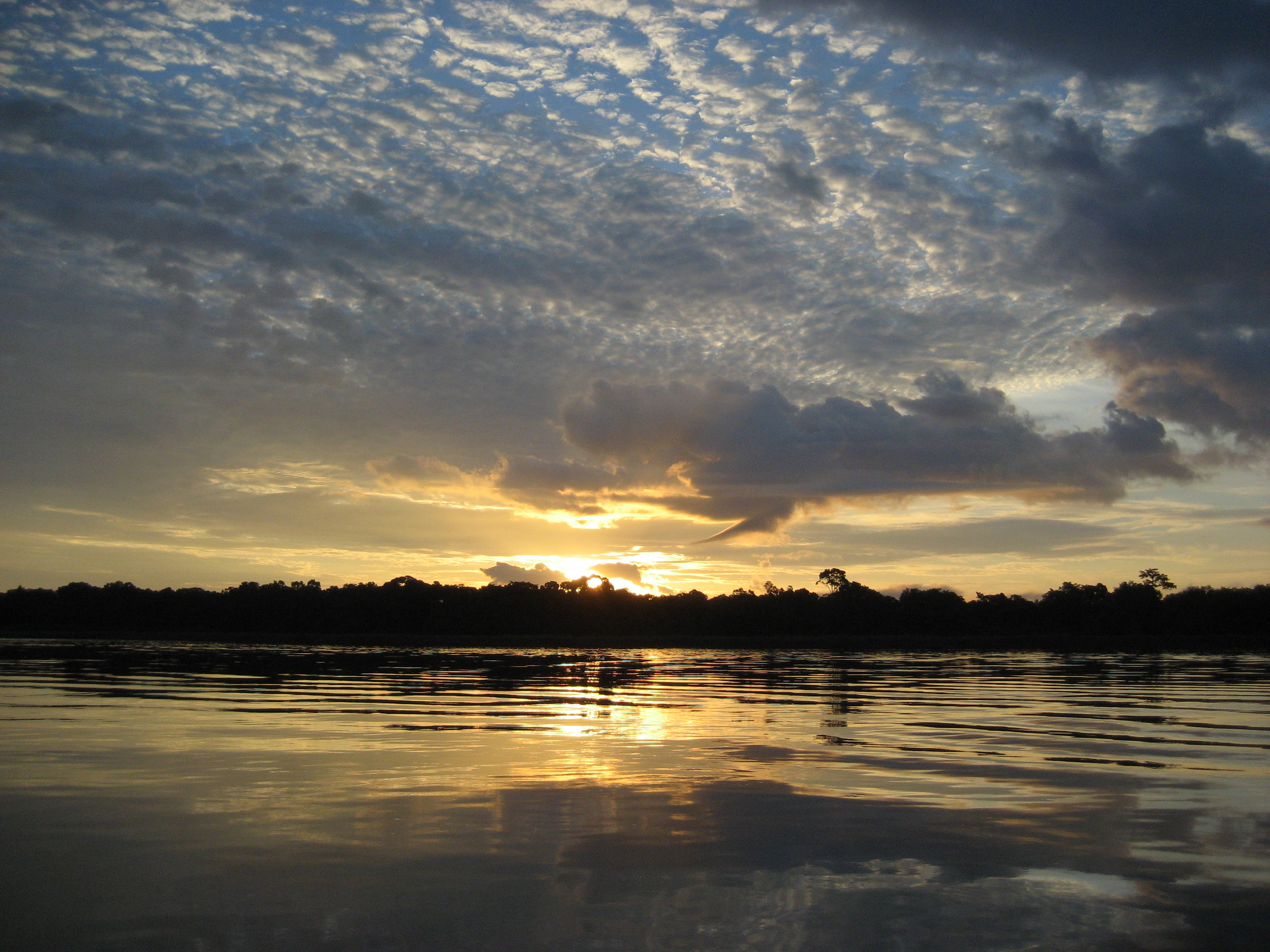
Sortida del sol en una illa fluvial entre la República del Congo i la República Democràtica del Congo, aigües avall de Mossaka.

Un primer acord entre França i l'Associació Internacional del Congo es va negociar els dies 23 i 24 d'abril de 1884. Es va establir a l'article 3 que la frontera seria la següent, partint del Stanley Pool i remuntant al nord :
- « El Congo fins al riu Boumba;
- El riu Boumba a la seva font;
- « El meridià a partir d'aquesta font[3] ».

La convenció del 5 de febrer de 1885 menciona les següents marques:
- « El riu Chiloango, des de l'oceà fins a la seva font més septentrional »
- « La conca hidrogràfica de Niadi-Quillou [avui Kouilou-Niari] i del Congo fins al meridià de Manyanga »
- « Una línia que s'ha de determinar i seguir, en la mesura del possible, una divisió natural del terreny, que finalitzi entre l'estació de Manyanga i la cataracta Ntombo-Mataka, en un punt situat a la part navegable del riu »
- « El Congo a Stanley Pool" »
- «La línia mitjana de Stanley Pool" »
- «El Congo fins a un determinat punt abans del riu Licona-Nkundja" »
- «Una línia que es determinarà des d'aquest punt fins a 17 graus de longitud Est de Greenwich, seguint el més possible la línia divisòria de la conca del Licona-Nkundja, que forma part de les possessions franceses »
- «17º longitud a l'est de Greenwich».

Aquesta convenció va ser revisada per la part nord del traçat: des de la confluència entre el riu Ubangui i el Congo, la frontera pren ara el curs de l'Ubangui.

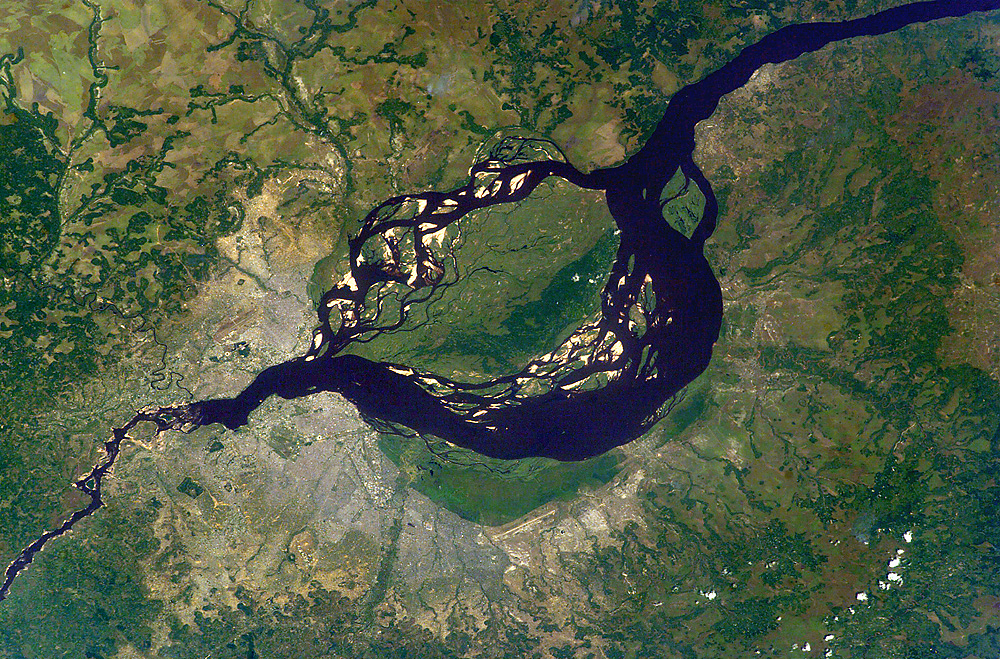
Imatge per satèl·lit de l'aglomeració Brazzaville (al nord) - Kinshasa (al sud)

El traçat actual, per tant, correspon, de nord a sud, a la línia mitjana del riu Ubangui, després el riu Congo en el qual desemboca, sobre la major part del trifini entre la República Centreafricana-República del Congo-República Democràtica del Congo (situada a uns deu quilòmetres de la vila centreafricana de Mongoumba) i el lloc on es troba la frontera entre els dos Congos esdevé terrestre (a pocs quilòmetres de la vila de Ntombo-Manyanga), a la República del Congo, al lloc on el riu Pioka flueix cap al costat "democràtic"). El riu s'estén entre la República Centreafricana i Mpouya (fins a deu quilòmetres d'ample), hi ha moltes illes fluvials; el seu llit és més estret fins a Pool Malebo, on separa les dues capitals més properes al món, Brazzaville (República del Congo) i Kinshasa (República Democràtica del Congo): la travessia d'embarcacions només dura unspocs minuts.
La frontera continua terrestre; segueix aproximadament un traçat sud-nord cap a Mindouli, després la divisòria d'aigües entre la conca del Congo (al costat "democràtic") i la del Kouilou-Niari (a la República del Congo), de Mindouli a Londela-Kayes, abans de prendre el curs del Loango (anomenat Shiloango a la RDC i Chiloango a Angola) fins al trifini entre Angola (enclavament de Cabinda) - República del Congo - República Democràtica del Congo, a pocs quilòmetres de la vila de Moukéké (República del Congo).